# Jesus Volt
Jesus Volt est un groupe de rock français fondé en 1998 et originaire de Paris. Fortement influencée par le blues, leur musique est un mélange de divers courants musicaux des années 1970 (funk, soul, hard rock, southern rock...), agrémentée sur certains albums de sons électro et hip-hop.

## Biographie
Créé en 1998, le groupe rencontre sort son premier album Always Drunk, Never Sad, sur le label Oustide Records en 2000. En 2001, il gagne le Trophée France Blues de la « Meilleure Révélation française ».
Le second album, réalisé en 2003 par Jean-Marie Aerts, permet au groupe de rencontrer Tony Cohen (producteur de Nick Cave) lors d'une tournée en Australie. Ce dernier produit en 2006 In Stereo.
C'est surtout hors de France que Jesus Volt rencontre son public. Le groupe tourne régulièrement en Allemagne, Hollande, Belgique, Pologne, et même en Australie, où sa musique est accueillie à l'affiche de grands festivals. C'est ainsi qu'il est l'un des rares groupes français à se produire au cours du show télévisé allemand Rockpalast en 2005, habituellement consacré aux stars américaines du blues et du rock.
En 2008, Jesus Volt se produit à l'Estrado, en Hollande. Il ressort de ce concert un album live, Hallelujah Mother Fuckers! Le magazine XroadS classe le cd en 2011 parmi les 98 albums Live essentiels.
La fin des années 2000 représente un tournant pour les musiciens du groupe. Avec l'arrivée d'un nouveau batteur, de nouvelles compositions émergent et sont envoyées à Mark Opitz (en), producteur australien reconnu notamment pour son travail avec les groupes AC/DC, KISS, INXS... Ce dernier accepte de venir passer un mois en France pour enregistrer l'album au studio BlackBox de Peter Deimel.
Le 5e album, Vaya Con Dildo, y voit le jour et sort en mars 2013 sur le label Grounded Music, distribué en France (Socadisc), mais aussi au Benelux, en Allemagne et en Autriche. Dès le mois de février 2013, avant même sa sortie officielle, l'album se retrouve n°1 sur la Féralist, la playlist du réseau de radios Ferarock[réf. nécessaire].
Au printemps 2015, le groupe reprend le chemin du Studio BlackBox, de nouveau accompagné de Mark Opitz pour la direction musicale. Ce 6e album, sort en février 2016 sous le label Note A Bene/Wagram.

## Membres

### Membres actuels
- Xavier Cottineau (alias « Lord Tracy ») - chant et harmonica (depuis 1998)[6]
- Jacques Méhard-Beaudot (alias « Mr Tao ») - guitare (depuis 1998)[6]
- Julien Boisseau (alias « Fuzzy Bear[7] ») - basse (depuis 2007)[6]
- Olivier Hurtu (alias « Holy Bear[7] ») - batterie (depuis 2011)[6]

### Anciens membres
- Lenny Schon : chant, harmonica (1998-2000)[8]
- Lenine Mc Donald (alias « Mr O[9]. ») - basse (1998-2007)[6]
- « Magic Doudous » - batterie, chœurs (1998-2011)[6]

### Membres additionnels
- Alain Fournel - claviers (2013)[7]
- « DJ Cook » - scratches & beats (2003, 2006)[10],[11]
- Boney Fields - trompette, chœurs (2003, 2006)[10],[11]
- Frédéric Girard - percussions (2003, 2006)[11],[10]
- Nicolas Liesnard - claviers (2003, 2006)[11],[10]
- Tony Cohen - narration (2006)[12]
- Jean-Marie Aerts - guitare (2003)[13]
- Alain Bournel - piano[14]

## Galerie photographique

Ducsaal de Freudenburg, le 1er avril 2010
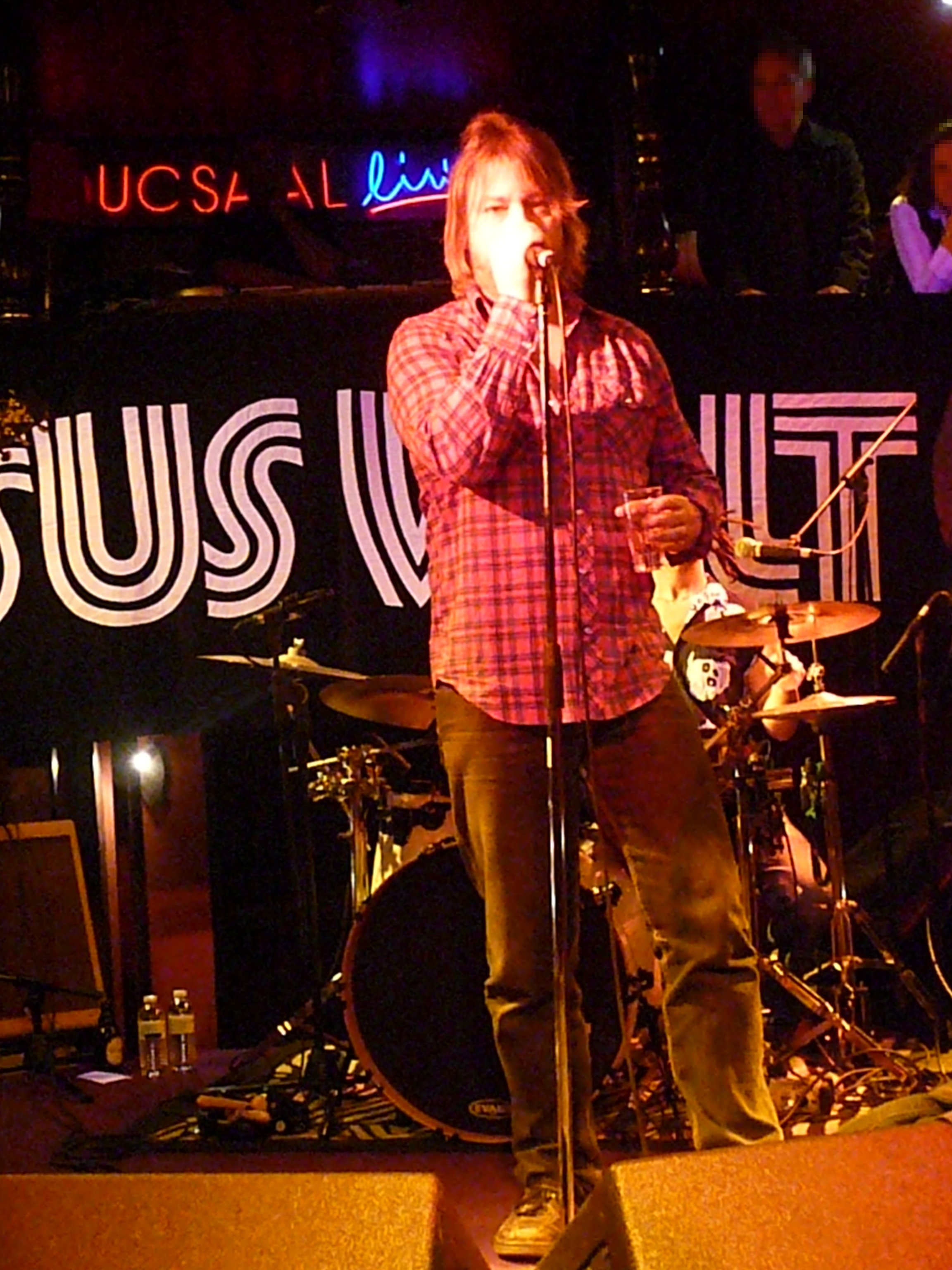
Lord Tracy
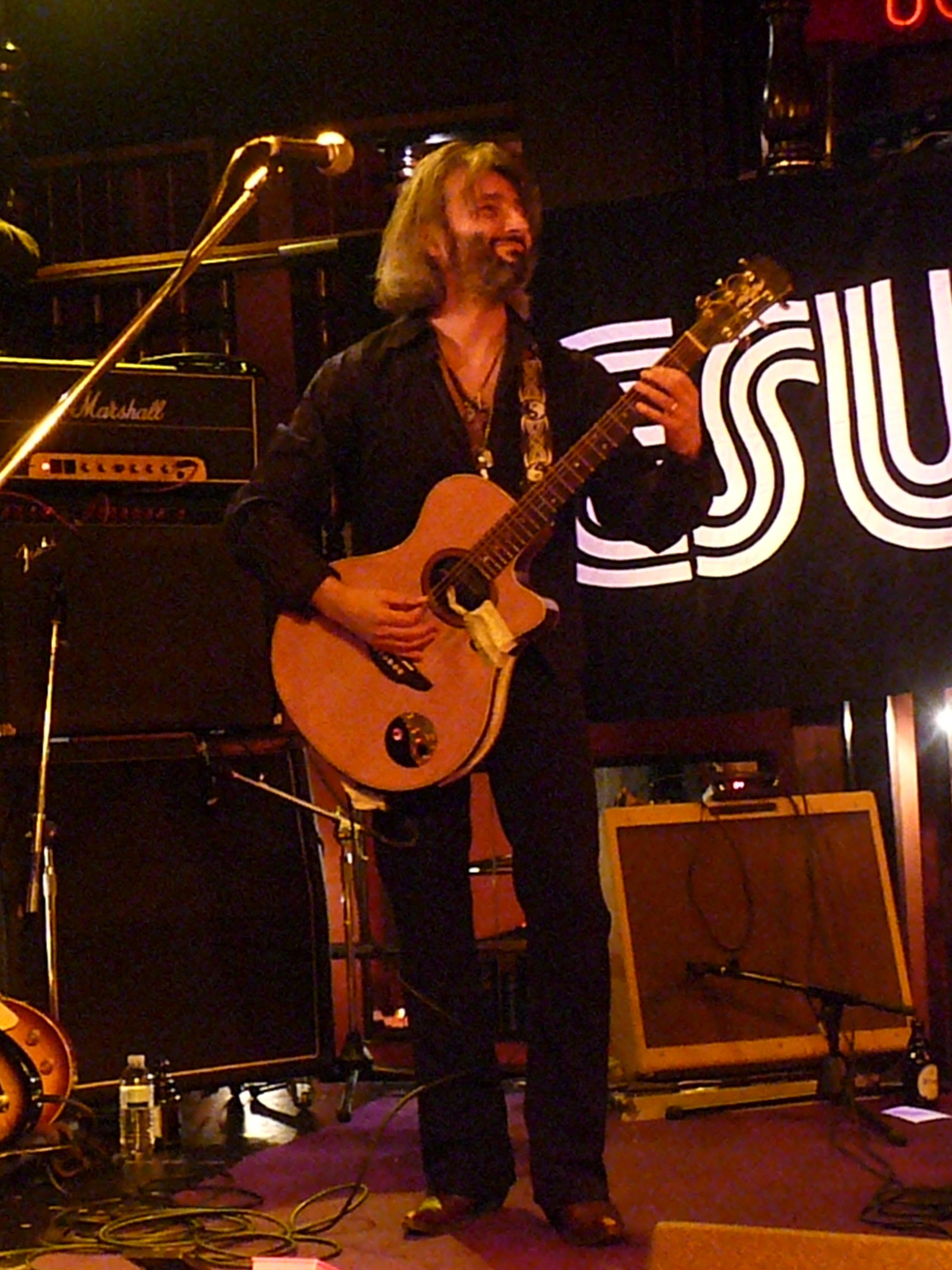
Mr Tao
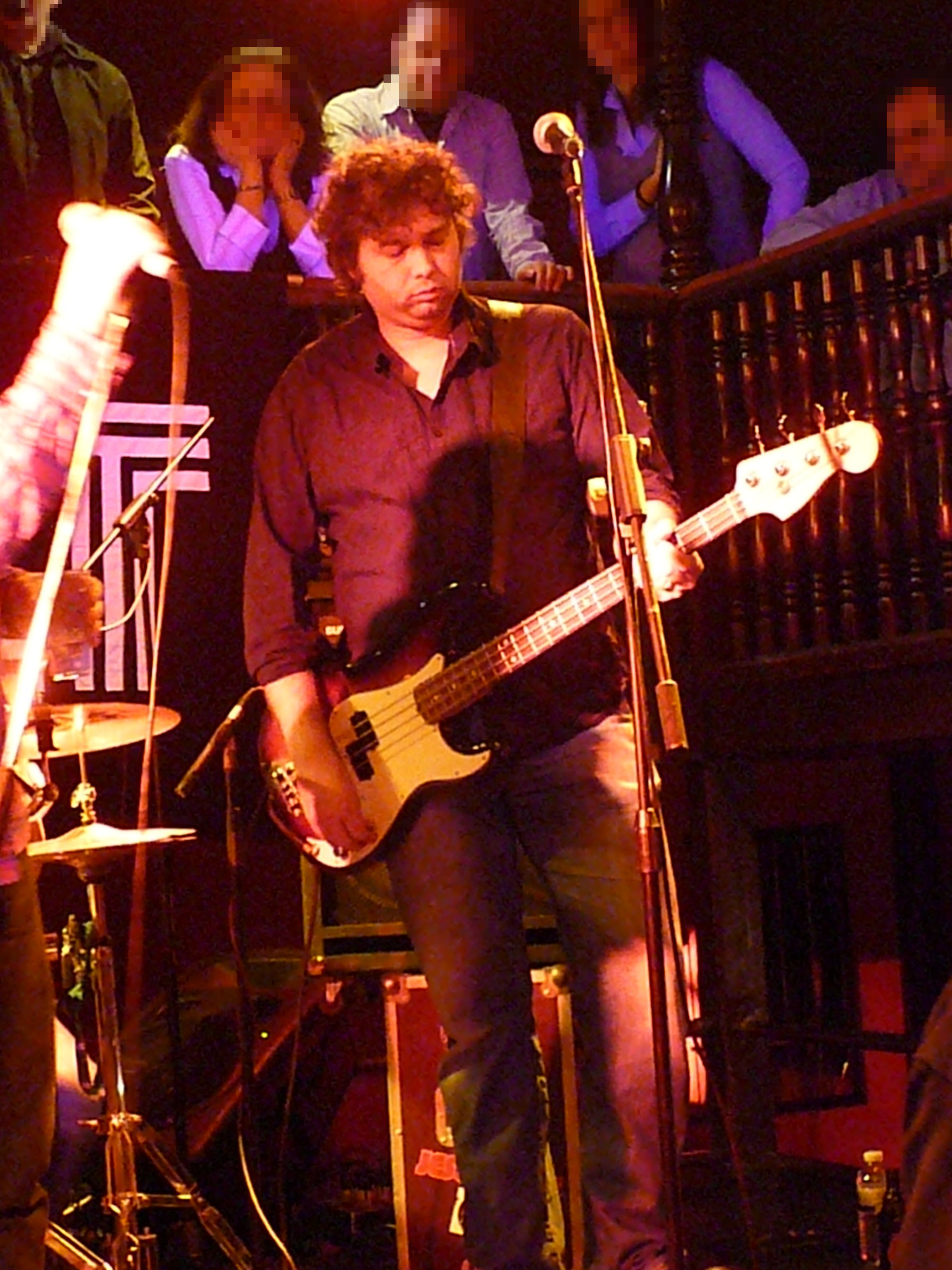
Fuzzy Bear
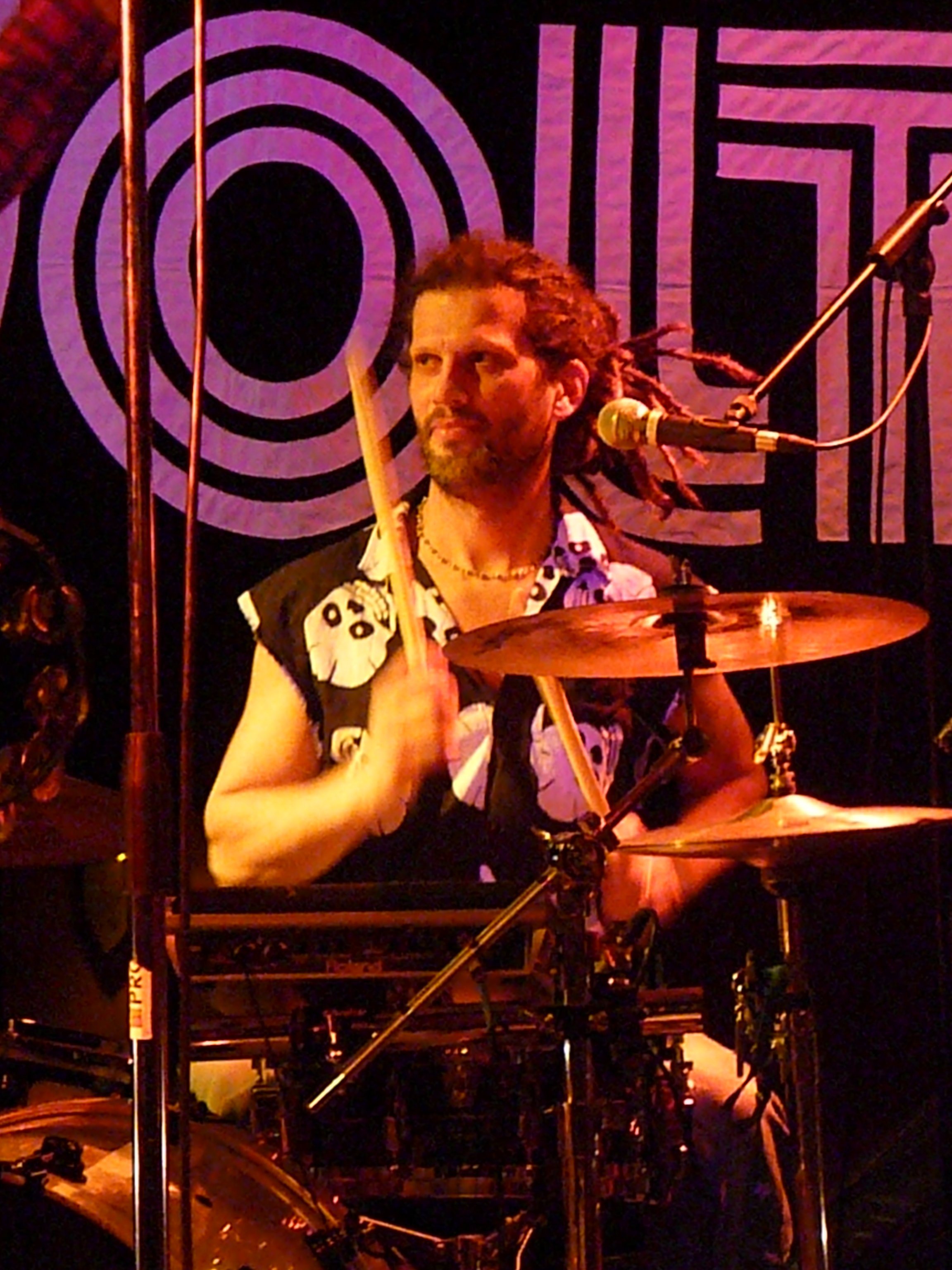
Magic Doudous

## Discographie

### Albums studios
- 16 février 2000 : Always Drunk, Never Sad (Hometown Blues / Oustide Records)[15],[8]
- 29 août 2003 : Electro Button Funky Coxxx (Nocturne / On The Corner)[16],[13]
- 1er avril 2006 : In Stereo (DixieFrog / Ausfahrt Records / Not On Label)[10],[17],[18]
- 4 mars 2013 : Vaya Con Dildo (Grounded Music)[19],[20]
- 26 février 2016 : Jesus Volt (Note A Bene / Wagram)[21],[22]

### Album Live
- 16 octobre 2008 : Hallelujah Motherfuckers! (DixieFrog)[23],[9]